# 真宗大谷派名古屋別院
真宗大谷派名古屋別院（しんしゅうおおたにはなごやべついん）は、愛知県名古屋市中区にある真宗大谷派の寺院である。同派の別院。真宗本廟（東本願寺）を本山と仰ぐ。開基は、東本願寺第十六代法主 一如。通称は、「東別院」、「東御坊」、「名古屋東別院」、「東本願寺名古屋別院」。
浄土真宗本願寺派の「西別院」に対して、「東別院」と通称される。

## 沿革
元禄3年（1690年）、尾張藩第2代藩主・徳川光友より織田信秀の居城・古渡城の跡地約1万坪の寄進を受けて建立された。尾張国の6つの寺が、この地に布教の拠点を置くことを本山に願い出たが、当初は他の寺から猛反対を受けた。
文化2年（1805年）、五代惣兵衛が本堂を再建した。惣兵衛はこのためだけに真宗へ改宗し、さらに本山である東本願寺に多額の寄進をしたことにより、使用する材木の調達を一手に請負うことに成功。
文政6年（1823年）、新たな本堂が竣工した。この年、本山の御影堂と阿弥陀堂が焼失。緊急の措置として、別院（当時の呼称は「名古屋御坊」）の古御堂が東本願寺の本堂とされた。
明治期には、愛知県庁や愛知県議会の機能が同地に設置された。
明治7年（1874年）5月1日から6月10日にかけて開催された、「名古屋博覧会」の会場としても使用された。同博覧会では名古屋城天守の金鯱や地元の名産が展示され、好評につき、当初5月31日までの予定であった会期は10日延長された。
昭和20年（1945年）3月12日、名古屋大空襲の被害を受け、本堂をはじめ、ほとんどの施設が焼失した。現在の本堂は、戦後再建されたものである。

## 伽藍・境内

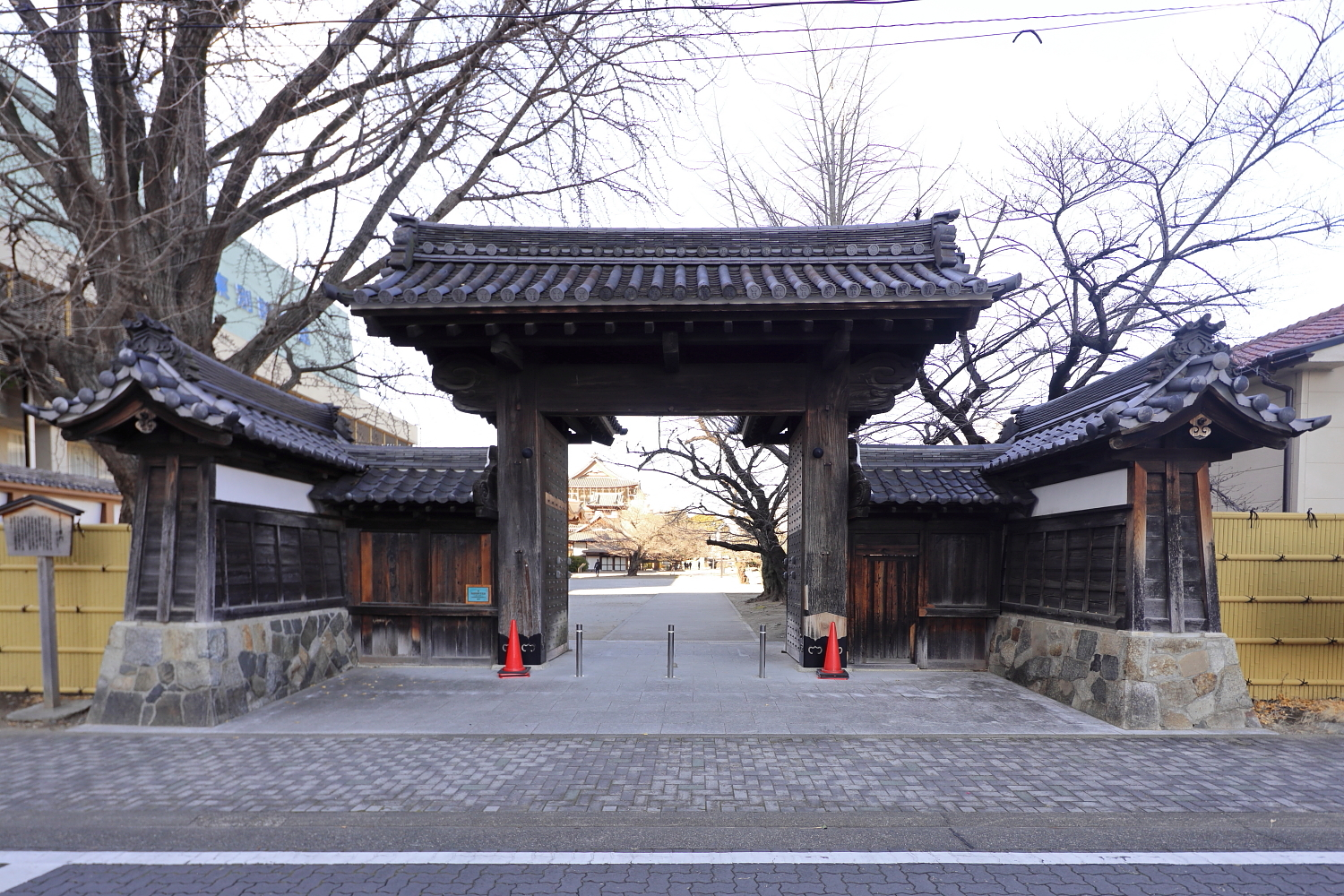
東門

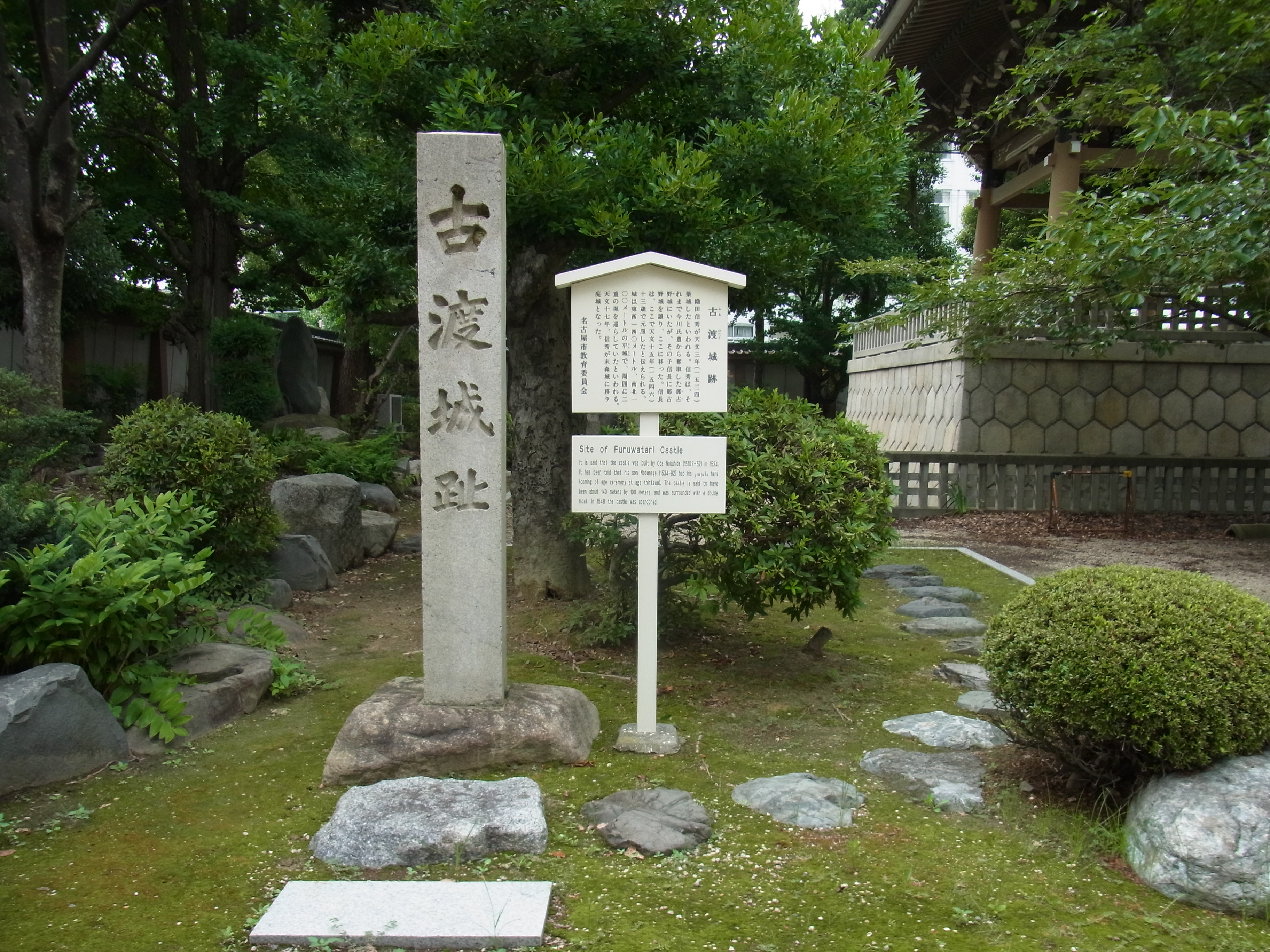
古渡城址碑

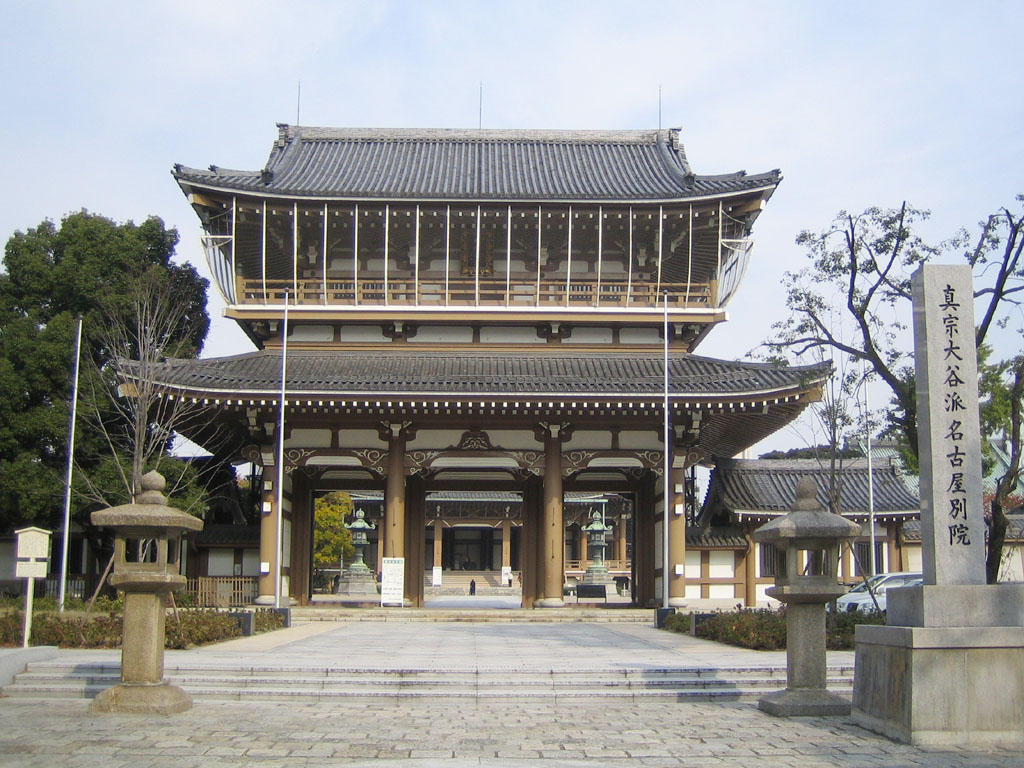
山門
当初の山門は宝暦7年（1757年）建立。現在の山門は、昭和20年（1945年）の空襲による焼失後、昭和43年（1968年）に再建された。釈迦如来像（中央）、弥勒菩薩像（向かって右）、阿難尊者像（向かって左）を安置。
本堂
当初の本堂は元禄15年（1702年）建立。2度の再建後、昭和20年（1945年）の空襲で焼失。現在の本堂は、昭和41年（1966年）の再建。

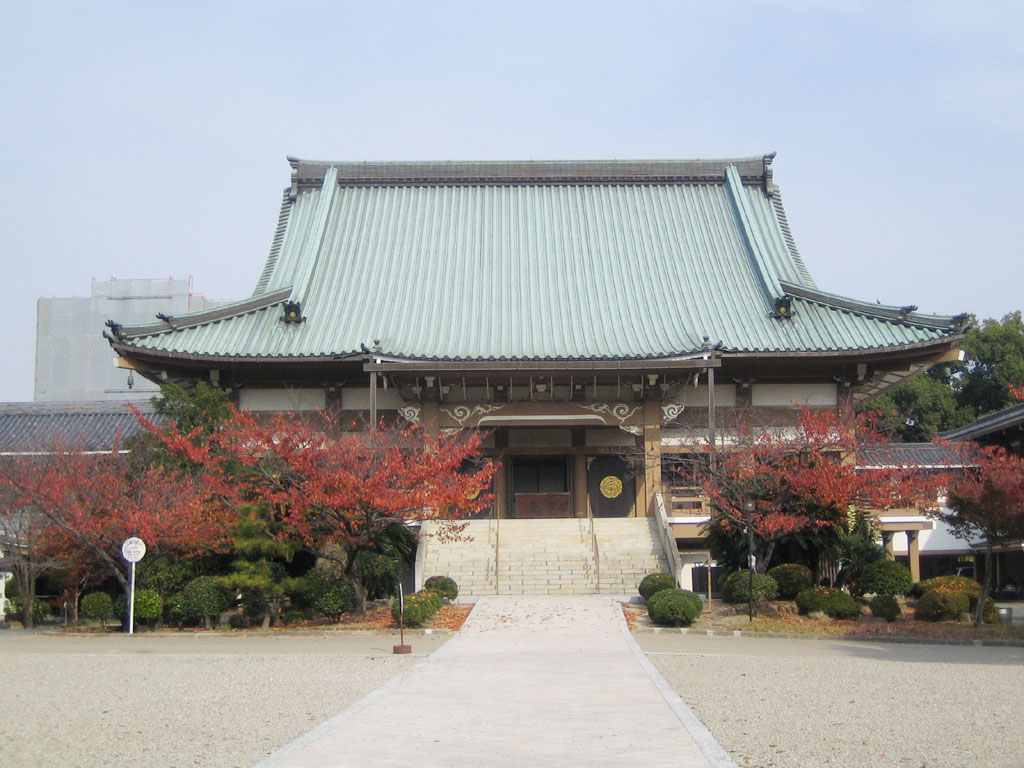
対面所
毎月5日（1月のみ10日）〜28日まで、名古屋教区内外の布教使による法話が行われる。1階に名古屋別院総務部・財務部を置く。
名古屋教務所
教区会、門徒会、院議会などを開催する。各種講座の会場としても用いる。
教化センター
仏教図書館。真宗・仏教関連書籍や視聴覚教材の閲覧、貸し出しを行う。
納骨堂
信徒の遺骨を納める。毎年7月15日、納骨法要が行われる。
鐘楼
名古屋市の指定文化財。元禄5年（1692年）鋳造。総高177.5cm、口径108cm。
東門
建立年代を記した史料はないが、文化2年〜6年にかけて行われた工事（既述）に合わせ、江戸時代後期に建立されたものと考えられている。戦災を免れた境内最古の建造物。接続する土塀と合わせて、登録有形文化財となっている。
豊本説教場跡
現在の名古屋市中区栄に設置されていた別院の説教場の碑。名古屋高速道路建設工事の際に出土し、境内に移設。明治26年（1893年）建立。
明治天皇行在所旧址碑
明治天皇が行幸した際に、別院が行在所として使用されたことを記念して建立。
明治天皇名古屋大本営碑
昭和9年（1934年）6月1日建立。
明治23年（1890年）に陸軍・海軍合同の軍事演習を名古屋で行った際、この地に大本営を設置したことを記念。
昭和8年（1933年）11月2日に、史蹟名勝天然紀念物保存法に基づき、史蹟として文部大臣の指定を受けた（全国の他の「明治天皇旧跡」とともに昭和23年6月29日に史跡指定解除）。
住田智見講師句碑
昭和42年（1967年）、住田智見の生誕100年を記念して建立。
伊豆山権現参拝の折に詠んだ句「白毫の　光尊し　夜半・秋」を刻む。
住田智見は、明治元年（1868年）に祐誓寺（名古屋市熱田区）で生誕。大谷大学を卒業後、真宗大学教授、大谷大学学長を歴任した。また、真宗専門学校（現同朋大学）を創設した。昭和13年（1938年）死去。
古渡城址碑
前述の通り、境内地は古渡城の跡地と伝えられる。織田信秀は那古野城を息子信長に譲り、自らは古渡城を居城とした。天文15年（1546年）、信長はこの城で元服したといわれる。天文17年（1548年）に廃城。

## 年表
- 元禄4年（1691年） - 徳川光友、古渡城跡地を「名古屋御坊」建設地として寄進
- 元禄15年（1702年） - 本堂竣工
- 文化2年（1805年） - 本堂再建開始
- 文政6年（1823年） - 本堂竣工
- 文政10年（1827年） - 「閲蔵長屋」創設（現在の学校法人尾張学園。名古屋大谷高等学校、豊田大谷高等学校などを擁する）
- 明治4年（1871年） - 「名古屋本願寺」に改称
- 明治6年（1873年） - 「名古屋管刹」に改称
- 明治7年（1874年） - 名古屋博覧会開催
- 明治9年（1876年） - 「名古屋別院」に改称
- 明治11年（1878年） - 明治天皇の行在所として使用
- 昭和20年（1945年） - 名古屋空襲により全焼
- 昭和37年（1962年） - 本堂再建開始
- 昭和41年（1966年） - 本堂竣工。機関紙「名古屋御坊」創刊
- 平成2年（1990年） - 名古屋別院開創300年・開基一如上人300回忌勤修

## 文化財
重要文化財（国指定）
- 紙本墨画淡彩四季山水図　六曲屏風一双[3]　名古屋市博物館寄託

登録有形文化財
- 東門及び土塀[4]

名古屋市指定文化財
- 梵鐘[5]

## アクセス
住所
郵便番号：460-0016
愛知県名古屋市中区橘二丁目8番55号
最寄り駅
名古屋市営地下鉄名城線 東別院駅下車 4番出口